# Oxyoppia pustulata
Oxyoppia pustulata är en kvalsterart som beskrevs av Sandór Mahunka 1997. Oxyoppia pustulata ingår i släktet Oxyoppia och familjen Oppiidae. Inga underarter finns listade i Catalogue of Life.